# Ancerville (Mosella)
Ancerville è un comune francese di 277 abitanti situato nel dipartimento della Mosella nella regione del Grand Est.

## Società

### Evoluzione demografica
Abitanti censiti